# تای رجیونال ایرلاینز
تای رجیونال ایرلاینز (به انگلیسی: Thai Regional Airlines) یک شرکت هواپیمایی با کد یاتا RW است که در تاریخ ۱ اوت ۲۰۱۱ میلادی تأسیس شده است.
قطب این شرکت هواپیمایی در فرودگاه بین‌المللی سووارنابومی قرار دارد.